# Lepidobatrachus laevis
Lepidobatrachus laevis é uma espécie de anfíbio  da família Ceratophryidae.
Pode ser encontrada nos seguintes países: Argentina, Bolívia e Paraguai.
Os seus habitats naturais são: savanas áridas, matagal árido tropical ou subtropical, marismas intermitentes de água doce, pastagens e lagoas.
Está ameaçada por perda de habitat.